# Дар Надії
Дар Надії —  село в Україні, у Берестинському районі Харківської 
області. Населення становить 313 осіб. До 2020 орган місцевого самоврядування — Дар-Надеждинська сільська рада.
Після ліквідації Сахновщинського району 19 липня 2020 року село увійшло до Красноградського (Берестинського) району.

## Географія
Село Дар Надії знаходиться на березі річки Багата, вище за течією на відстані 1,5 км розташоване село Чорнолозка, нижче за течією на відстані 1,5 км розташовані села Загаркушине і Новобогданівка. Через село проходить автомобільна дорога Р79.

## Історія
До революції 1917 року село було волосним центром Дар-Надеждинскої волості Костянтиноградського повіту Полтавської губернії.
22 червня 2023 року рішенням №230 Національної комісії зі стандартів державної мови віднесено до списку населених пунктів, які «можуть не відповідати лексичним нормам української мови», зокрема стосуватися «російської імперської чи колоніальної політики». Громаді рекомендовано обґрунтувати доцільність збереження поточної назви або запропонувати нову назву в установленому законодавством порядку.
5 червня 2025 року Постановою Верховної Ради України № 4483-ІХ «Про перейменування окремих населених пунктів, назви яких містять символіку російської імперської політики або не відповідають стандартам державної мови» село Дар-Надежда перейменовано на Дар Надії. 18 червня 2025 року перейменування набуло чинності.

## Економіка
- «Сад-Еліта» - приватний плодово-ягідний розсадник.

## Об'єкти соціальної сфери
- Школа.
- Лікарня.

## У мистецтві
Українізована назва села згадується у романі Ліни Костенко «Берестечко»:
|  | О Дар-Надія! Ждани та Бояни. Іркліїв. Мліїв. Злобин. Веремій. Великий Стидин. Халеп'я. Холоп'є! Ліпляве братолюбних Балаклій. А он і Київ. Подивись — та пильно. Моя Вкраїно, ти це чи не ти? |

## Відомі люди
- Яловий Михайло (1895–1937) — український поет, прозаїк і драматург. Належав до літературної організації «Гарт» і ВАПЛІТЕ (її перший президент), найближчий однодумець Миколи Хвильового.
- Радченко Григорій Павлович (1890–1940) — радянський дипломат, лікар, науковець. Ректор Харківського медичного інституту (1925–1927). Консул СРСР у Львові. Член ВУЦВК (1920).